# Tongšandžiabu
Tongšandžiabu (také Tongshanjiabu) je hora vysoká 7 207 m n. m. v Himálajích na hranici mezi Bhútánem a Čínskou lidovou republikou. Tongšandžiabu je 103. nejvyšší horou na světě.

## Prvovýstup
Tongšandžiabu nebyla oficiálně vylezena.